# تپه مقبل
تپه مقبل مربوط به دوران پیش از تاریخ ایران باستان است و در شهرستان تاکستان، روستای دربهان واقع شده و این اثر در تاریخ ۲۵ اسفند ۱۳۷۹ با شمارهٔ ثبت ۳۲۱۲ به‌عنوان یکی از آثار ملی ایران به ثبت رسیده است.